# 下一任：前任
《下一任：前任》（英語：Always miss you），台灣片名為《我的第一任》，是一部於2019年上映的愛情電影。由郭采潔、李東學、鄭愷、藍心湄、劉心悠、謝依霖、林美秀領銜主演。2019年5月1日於中國大陸上映、澳洲於2019年5月9日上映、台灣於2019年5月17日上映。

## 演員陣容
| 演員姓名 | 角色名稱   | 介紹 |
| 郭采潔   | 林心恬     | 學生時期喜歡黃克群，後來陰錯陽差與戴維成為男女朋友並交往了三年，某天在公司見到黃克群為了追求真愛，便與其分手。不久後在交友軟體上認識吾川，被吾川前妻逼著他倆結婚，最後發現他又劈腿並與其離婚。最後相親的對象剛好是黃克群，成功發展為戀人。 |
| 李東學   | 黃克群     | 學生時期喜歡林心恬，進入職場後因一場宴會再次遇到心恬，最後在相親時又遇到，成功發展為戀人。 |
| 鄭愷     | 吾川       | 出版社總經理。透過交友軟體認識心恬，並在有結婚的狀態下與她交往，被發現之後與妻子離婚並與心恬結婚，最後又被發現偷吃，心恬遂與其離婚。 |
| 藍心湄   | 心恬母     | |
| 劉心悠   | 李潔茹     | |
| 謝依霖   | 郭小孟     | 心恬身邊不存在的追真愛助手。 |
| 林美秀   | 停車收費員 | 鼓勵心恬與男友分手並追求真愛。 |

### 其他演員
| 演員姓名 | 角色名稱         | 介紹 |
| 陳博正   | 心恬外公         |      |
| 寇家瑞   | 戴維             |      |
| 王彩樺   | 彩樺             |      |
| 邰智源   | 心恬父           |      |
| 任容萱   | 黃克群女友       |      |
| 蔚妙慈   | 林心恬（小時候） |      |
| 陳霓     | 李潔茹（年少）   |      |
| 吳思賢   | 黃克群（年少）   |      |
|          | 心恬同事         |      |
| 鄭暐達   | 鄭文             |      |
| 張采軒   | 郭小孟（年少）   |      |

### 特別客串
| 角色名稱 | 演員姓名       | 介紹     |
| 李榮浩   | 小南           | 心恬学長 |
| 邱欣怡   | 林心恬（年少） |          |
| 刘佳旻   | 林心恬(配音)   |          |

## 電影歌曲
| 曲別   | 歌名 | 演唱者 | 作詞           | 作曲   | 備註 |
| 主題曲 | 前任 | 何潔   | 唐藝心、唐嘉悅 | 唐嘉悅 |      |
| 插曲   |      |        |                |        |      |

## 票房
test

## 外部連結
- 我的第一任的Facebook專頁